# Marquard Freher
Marquard Freher, né le 26 juillet 1565 à Augsbourg et mort le 13 mai 1614 à Heidelberg est un juriste, homme d'État et historien allemand.

## Biographie
Fils d'un chancelier du comte Jean Casimir du Palatinat, il fit des études de droit dès 1580 à l'université d'Altdorf, puis à celle de Bourges où il suivit les cours de Jacques Cujas (qui lui décerna sa licence en mai 1585). 
Après son retour en Allemagne, le comte Jean Casimir, régent du Palatinat, l'admit encore tout jeune à son conseil. En 1596, il fut nommé professeur de droit romain à l'université de Heidelberg (après le départ de Jules Pacius pour l'Académie de Sedan), mais il dut se réfugier peu après à Cologne à cause d'une épidémie de peste. 
En 1598, le comte palatin Frédéric IV le nomma vice-président de la cour de justice de Heidelberg. Il devint un homme de confiance du comte, qui l'employa aussi dans des missions diplomatiques, ce qui l'amena à voyager jusqu'en Pologne. Sa grande érudition historique et juridique fut également mise au service de la dynastie calviniste. 
En 1605, Frédéric IV le fit seigneur d'Oberlustadt près de Germersheim. Il mourut à moins de cinquante ans.

## Publications
- Juris Græco-Romani tam canonici quam civilis tomi duo (recueil de textes juridiques byzantins préparé par Leunclavius et publié après sa mort), Francfort, 1596, 2 vol.
- Originum Palatinarum commentarius : de gentis et dignitatis ejus primordiis ; tum Heidelbergæ & vicini tractus antiquitate, Heidelberg, chez Jérôme Commelin, 1599, 2 vol. ; rééd. 1612 ; 1686 ; Karlsruhe, 1748.
- Rerum Bohemicarum antiqui scriptores aliquot insignes, Hanau, 1602, 2 vol.
- De re monetaria veterum Romanorum et hodierni apud Germanos imperii, Heidelberg, 1605, 2 vol.
- Commentarii de secretis judiciis olim in Westphalia aliisque Germaniæ partibus usitatis, Heidelberg, 1610 ; Ratisbonne, 1762.
- Corpus Francicæ historiæ veteris et sinceræ, in quo prisci ejus scriptores, hactenus miris modis in omnibus editionibus depravati et confusi, nunc tandem serio emendati et pro ordine temporum dispositi, Hanau, 1613 (un vol. en 2 parties : I. édition, entre autres, de la chronique de Frédégaire, des Gesta episcoporum Mettensium de Paul Diacre, d'autres textes d'époque mérovingienne dont des lettres de rois et d'évêques ; II. édition des chroniques de Grégoire de Tours, d'Aimoin de Fleury, d'Adémar de Chabannes, de la Vita Karoli d'Éginhard, du De regibus Francorum de Michel Riccio, et d'autres textes).
- De Lupoduno antiquissimo Alemaniæ oppido commentariolus, Heidelberg, 1618.